# Bob Holly
Robert "Bob" Howard (Grant Pass, 29 de janeiro de 1963), mais conhecido como Hardcore Holly, é um lutador de wrestling profissional estadunidense mais conhecido pelo período de 15 anos em que trabalhou na WWE.
Depois de estrear em 1990, Holly trabalhou para a Smoky Mountain Wrestling e outra promoções independentes antes de sua juntar à WWE em 1992. Inicialmente interpretando um piloto de NASCAR, Thurman "Sparky" Plugg, seu nome foi mudado para Bob "Spark Plug" Holly, antes de formar uma dupla com "Bodacious Bart", conhecida como The New Midnight Express em 1998. Depois de ficar conhecido apenas como "Hardcore Holly" em 1999, ele se uniu a seus primos, Crash e Molly (kayfabe). Em 2002 ele quebrou o pescoço, o que o afastou dos ringues por um ano. Ao retornar, entrou em rivalidades com lutadores como Mr. Kennedy e Rob Van Dam, antes de formar uma dupla com Cody Rhodes em 2007. Holly foi demitido da WWE em 2009.
Durante sua carreira, Holly foi por sete vezes Campeão Hardcore, três vezes Campeão Mundial de Duplas (com 1-2-3 Kid, Crash Holly e Cody Rhodes) e uma vez Campeonado Mundial de Duplas da NWA com Bart Gunn. Ele também ganhou o Intercontinental Championship uma vez, mas seu reinado não é reconhecido pela WWE.

## Carreira

### Treinamento
Holly foi treinado por Stan Frazier, Eddie Sullivan, Marcelle Pringle e Rip Tyler, estreando em 1987 em Mobile, na World Wrestling Organization, onde ganhou o WWO Tag Team Championship com Ron Starr. Ele lutava sob o nome de "Superstar Bob Holly" e fez uma dupla regular com Robert Gibson.
De lá, ele lutou em Memphis e na National Wrestling Alliance, antes de ir para a Smoky Mountain Wrestling no início de 1992, onde lutou como "Hollywood" Bob Holly.

### World Wrestling Federation / Entertainment (1994–2009)

#### Início (1994–1999)

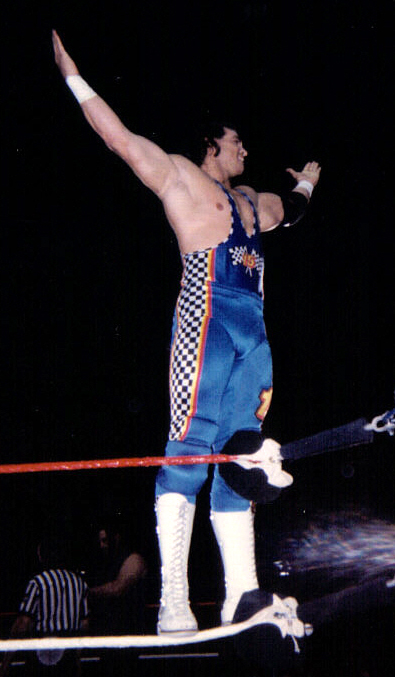
Bob Holly como Bob "Spark Plug" Holly em 1996

Holly estreou na World Wrestling Federation (WWF) em 11 de janeiro de 1994. Seu personagem inicial era o de um piloto de NASCAR que havia se tornado lutador, chamado Thurman "Sparky" Plugg, que teve o nome mudado, mais tarde, para Bob "Spark Plug" Holly.
No Royal Rumble, em janeiro de 1995, Holly e 1-2-3 Kid derrotaram Bam Bam Bigelow e Tatanka na final de um torneio, sendo coroados Campeões Mundiais de Duplas. O reinado, no entanto, durou apenas um dia, já que perderam os títulos para The Smoking Gunns no dia seguinte, no WWF Monday Night Raw.
No WWF Action Zone, em 7 de maio de 1995 (gravado em 26 de abril), Holly derrotou o Campeão Intercontinental Jeff Jarrett, ganhando o título; no entanto, Jarrett estava com o pé na corda durante o pinfall, o que deveria ter parado a contagem. O título, então, foi declarado vago. Mais tarde no evento, Jarrett derrotou Holly para reconquistar o título. Esse curto reinado de Holly não é reconhecido pela WWE. Holly fez poucas aparições na WWF em 1996 e 1997.
Em fevereiro de 1998, Holly e Bart Gunn se uniram a Jim Cornette como parte do grupo National Wrestling Alliance de Jeff Jarrett. Holly, renomeado "Bombastic Bob" ("Bob Bombástico"), e Gunn, renomeado "Bodacious Bart" passaram a ser conhecidos como The New Midnight Express. O New Midnight Express derrotou The Headbangers pelo NWA World Tag Team Championship em 30 de março de 1998, lhes mantendo até 14 de agosto, quando foram derrotados por The Border Patrol. Eles desafiaram os New Age Outlaws pelo World Tag Team Championship no King of the Ring, mas foram derrotados.
Em novembro de 1998, Al Snow, Bob Holly e Scorpio se uniram para formar o J.O.B. Squad. Durante o mesmo mês, em uma edição do Raw, eles ajudaram Mankind a derrotar Ken Shamrock e Big Boss Man em uma luta Triple Threat. Em fevereiro de 1999, ambos Scorpio e Blue Meanie foram demitidos da WWF, enquanto Gillberg foi retirado das histórias. Após ter seu grupo diminuído para apenas dois membros, Snow lutou contra si mesmo no Raw, antes de Holly ir ao ringue para impedir que ele se machucasse. Mais tarde naquele mês, no St. Valentine's Day Massacre: In Your House, Bob Holly, agora renomeado Hardcore Holly, derrotou Snow para ganhar o WWF Hardcore Championship, acabando permanentemente com o J.O.B. Squad.

#### The Holly Cousins (1999–2001)
Em 1999, Holly passou a lutar na divisão hardcore, ganhando o título em um total de seis vezes. Ele criou uma dupla com seu, na história, primo Crash Holly, com que ganhou o WWF Tag Team Championship. Em 2000, Holly desafiou Chyna para uma luta pelo Intercontinental Championship no Raw is War. Ele perdeu devido a uma interferência de Chris Jericho e, mais tarde, perdeu uma luta Triple Threat contra os dois no Royal Rumble. Holly sofreu um braço quebrado durante uma luta com Kurt Angle, ficando fora das lutas por vários meses. Após seu retorno, mais tarde em 2000, Holly aceitaria outra "prima" no grupo, Molly Holly.

#### SmackDown! (2002–2006)

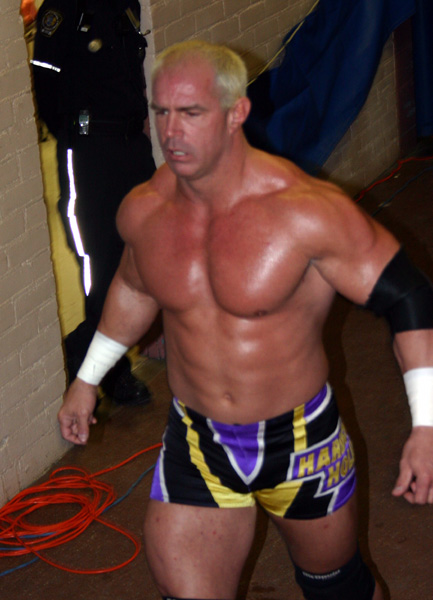
Holly em um evento não televisionado em 2005.

Em 2002, Holly se tornou um vilão no SmackDown!, começando uma rivalidade com Randy Orton após ter perdido o combate para Randy na sua estreia. Holly quebrou seu pescoço durante uma luta contra Brock Lesnar após executar mal um powerbomb, deixando Holly sem competir durante 13 meses. Em outubro de 2003, Holly voltou a treinar, na Ohio Valley Wrestling, território de desenvolvimento da WWE. Holly retornou ao elenco principal no Survivor Series em novembro de 2003, como parte do time de Angle, que enfrentaria o time de Lesnar. Holly, no entanto, foi desqualificado antes do início da luta, ao atacar o árbitro. Ele desafiou Lesnar pelo WWE Championship no Royal Rumble de 2004, mas foi derrotado.
Durante 2004 e o início de 2005, ele formou duplas com Billy Gunn e, mais tarde, Charlie Haas para conquistar, sem sucesso, o Campeonato de Duplas da WWE. Ele também falhou ao desafiar John "Bradshaw" Layfield em uma luta hardcore pelo WWE Championship.
Em 2005, Holly voltou às lutas individuais, tentando conquistar o United States Championship de Orlando Jordan. Após ser derrotado duas vezes por Jordan, Holly conseguiu uma vitória por desqualificação no Velocity de 6 de agosto de 2005. Holly começou uma rivalidade com o novato Mr. Kennedy, sendo derrotado no No Mercy.
Holly, então, passou por diversas cirurgias para reparar lesões recorrentes. Ele foi hospitalizado após uma infecção no braço direito, que corria o risco de amputação. O tratamento foi um sucesso.

#### ECW (2006–2007)
Holly fez uma aparição surpresa em um evento não televisionado da ECW em 21 de agosto de 2006, em Allenton, Pensilvânia, derrotando Balls Mahoney. Holly estreou na ECW na noite seguinte, em 22 de agosto, em uma entrevista com Paul Heyman e, mais tarde naquela noite, atacando Rob Van Dam e Danny Doring durante uma luta. Holly, novamente um vilão, se uniu a Heyman contra Van Dam.

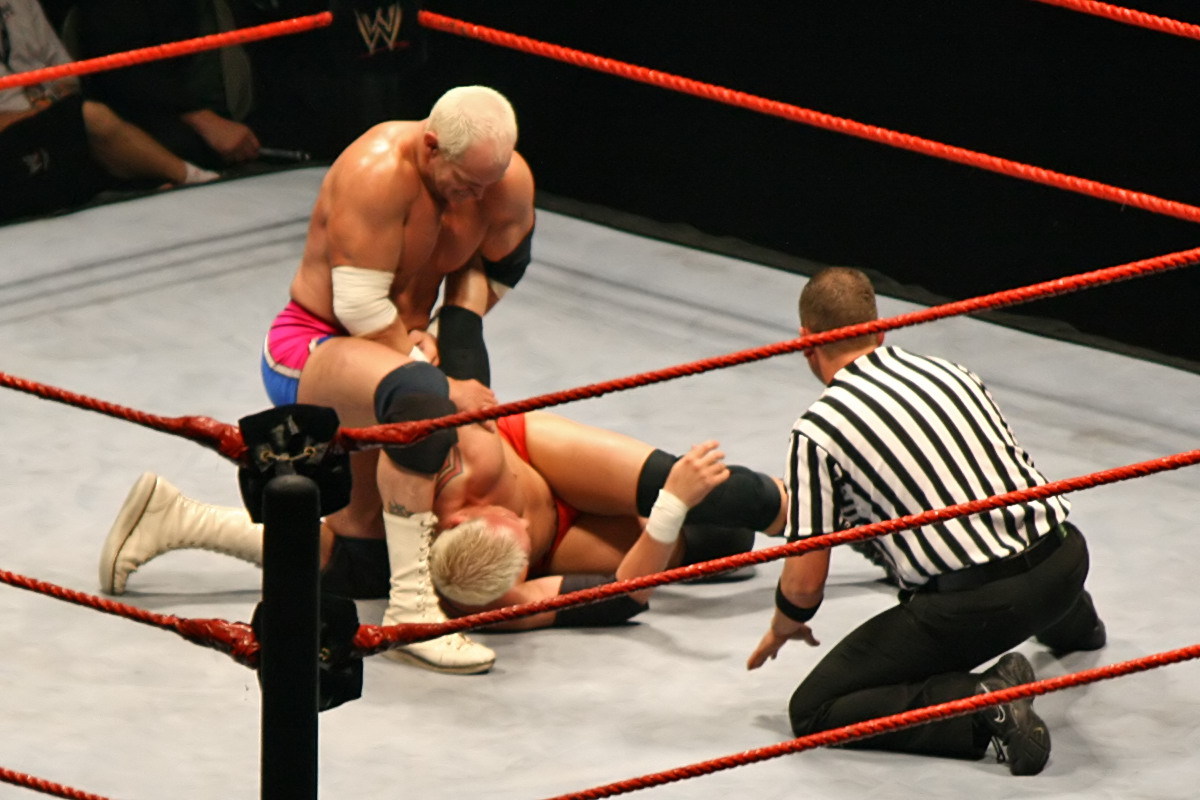
Holly aplicando uma chave de braço em Mr. Kennedy.

Em 26 de setembro de 2006, Holly recebeu 24 pontos cirúrgicos em suas costas após uma luta Extreme Rules contra Rob Van Dam, quando caiu de costas na parte metálica de uma mesa em Tulsa, Oklahoma. A lesão aconteceu no início do combate, mas Holly continuou a lutar até a conclusão planejada. Enquanto estava sendo carregado para os bastidores, Holly foi aplaudido pela platéia. O acidente fez com que a platéia continuasse a aplaudi-lo nas semanas seguintes, o que o transformou em um mocinho, o que o levou a uma rivalidade com o outro ajudante de Paul Heyman, Test. Ele, eventualmente, traiu Van Dam durante uma luta de duplas, se tornando novamente um vilão.
Quando Sabu foi encontrado inconsciente no vestiário, como parte da história, antes da Extreme Elimination Chamber no December to Dismember, Holly foi escolhido como substituto. Holly e Rob Van Dam foram os primeiros dois combatentes, e Holly foi o segundo a ser eliminado, por Test. Tempo depois, ele começou uma rivalidade com CM Punk. Holly foi derrotado por Punk: a primeira vez que perdeu na ECW, após seis meses. Após Test substituir Holly em uma luta contra o Campeão da ECW Bobby Lashley, Holly jurou que se tornaria um campeão, fosse derrotando Test ou Lashley. No Royal Rumble, foi eliminado por The Great Khali. Holly desafiou Lashley pelo título, mas acabou derrotado.
Em 2 de abril de 2007, Holly foi derrotado por Snitsky. Após a luta, Snitsky colocou o braço de Holly na escada de ferro, lhe batendo com uma cadeira. Na história, isso gerou um braço quebrado para Holly. Holly realizou uma cirurgia em 16 de abril por outra infecção, ficando fora dos ringues por cinco meses.

#### Raw e demissão (2007–2009)

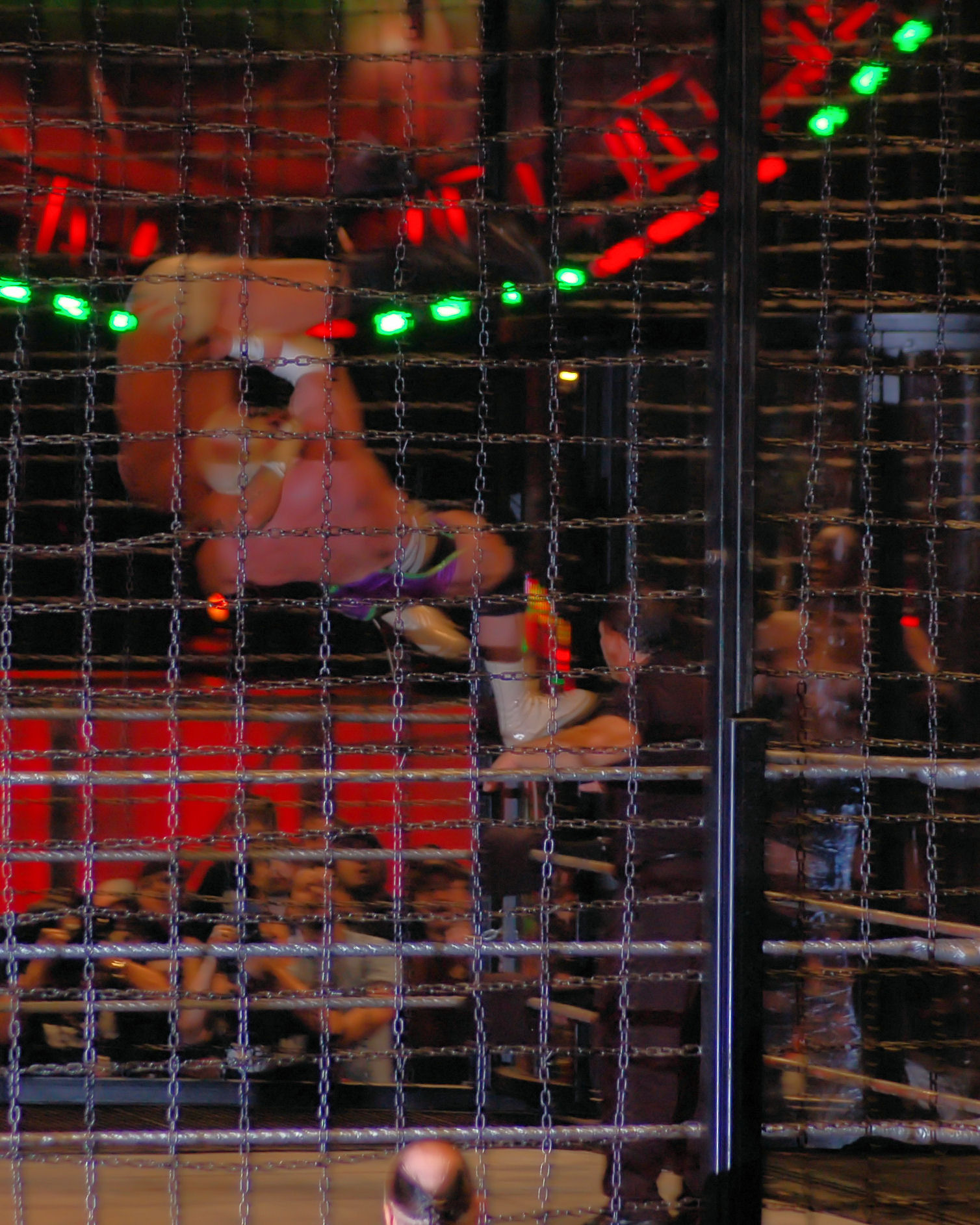
Holly realizando um superplex em Test na Extreme Elimination Chamber no December to Dismember.

Holly foi transferido de volta para o SmackDown! em 17 de junho de 2007, durante o Draft Suplementar. Apesar disso, ele retornou ao ringue como um lutador do Raw em 24 de setembro, derrotando Cody Rhodes, e começando uma rivalidade pelo respeito do iniciante, o derrotando nos próximos dois episódios do Raw. No Raw de 22 de outubro, Holly se tornou novamente um mocinho ao salvar Rhodes de um ataque de Shelton Benjamin e Charlie Haas. Na semana seguinte, Holly e Rhodes derrotaram Haas e Benjamin. Em uma luta exclusiva do WWE.com, os dois derrotaram Paul London e Brian Kendrick e The Highlanders, se tornando desafiantes pelo World Tag Team Championship. Holly e Rhodes foram derrotados pelos campeões Lance Cade e Trevor Murdoch no Survivor Series.
Em 10 de dezembro de 2007, no Raw, Rhodes e Holly derrotaram Lance Cade e Trevor Murdoch, se tornando os novos campeões. Ma semana seguinte, eles derrotaram Cade e Murdoch novamente, mantendo os títulos. Eles também defenderam os títulos contra Carlito & Santino Marella e Paul London & Brian Kendrick. No Night of Champions, em 29 de junho de 2008, Rhodes traiu Holly, o derrotando com Ted DiBiase em uma luta 2-contra-1 pelos títulos. Essa foi a última aparição de Holly na WWE, já que ele foi demitido em 16 de janeiro de 2009, após 15 anos com a companhia.

### Circuito independente (2009–presente)
Em maio de 2009, Holly viajou para a Inglaterra e lutou no circuito independente, na Varsity Pro Wrestling. Em 26 de maio, Holly derrotou The UK Kid em uma luta Tables, Ladders, and Chairs, durante a qual sofreu uma lesão na costela. Durante a primeira metade de 2009, Holly lutou na National Wrestling Superstars, enfrentando lutadores como Danny Demanto, Sal Sincere e DJ Hyde.

## Vida pessoal
Bob é casado com sua namorada de colégio Linda Kievet-Bott, hoje Linda Howard, e mora, com ela, em Iowa. Howard é bom amigo do também lutador Monty Sopp.
Howard trabalhou como treinador no Tough Enough III, um reality show produzido pela WWE e pela MTV, onde os participantes deviam treinar como lutadores para ganhar um contrato com a WWE. Durante uma luta de treino, Howard agrediu Matt Cappotelli. Cappotelli diz que não há nenhuma desavença entre os dois. Howard é tido como um lutador violento, se envolvendo, assim, em diversas controvérsias. Em 21 de novembro de 2004, em um evento do SmackDown!, Howard atacou realmente René Dupreé por ele ter sido multado em um carro alugado por Howard.

## No wrestling
- Movimentos de finalização
  - Alabama Slam[2]
  - Diving knee drop[3] – 1994–1995

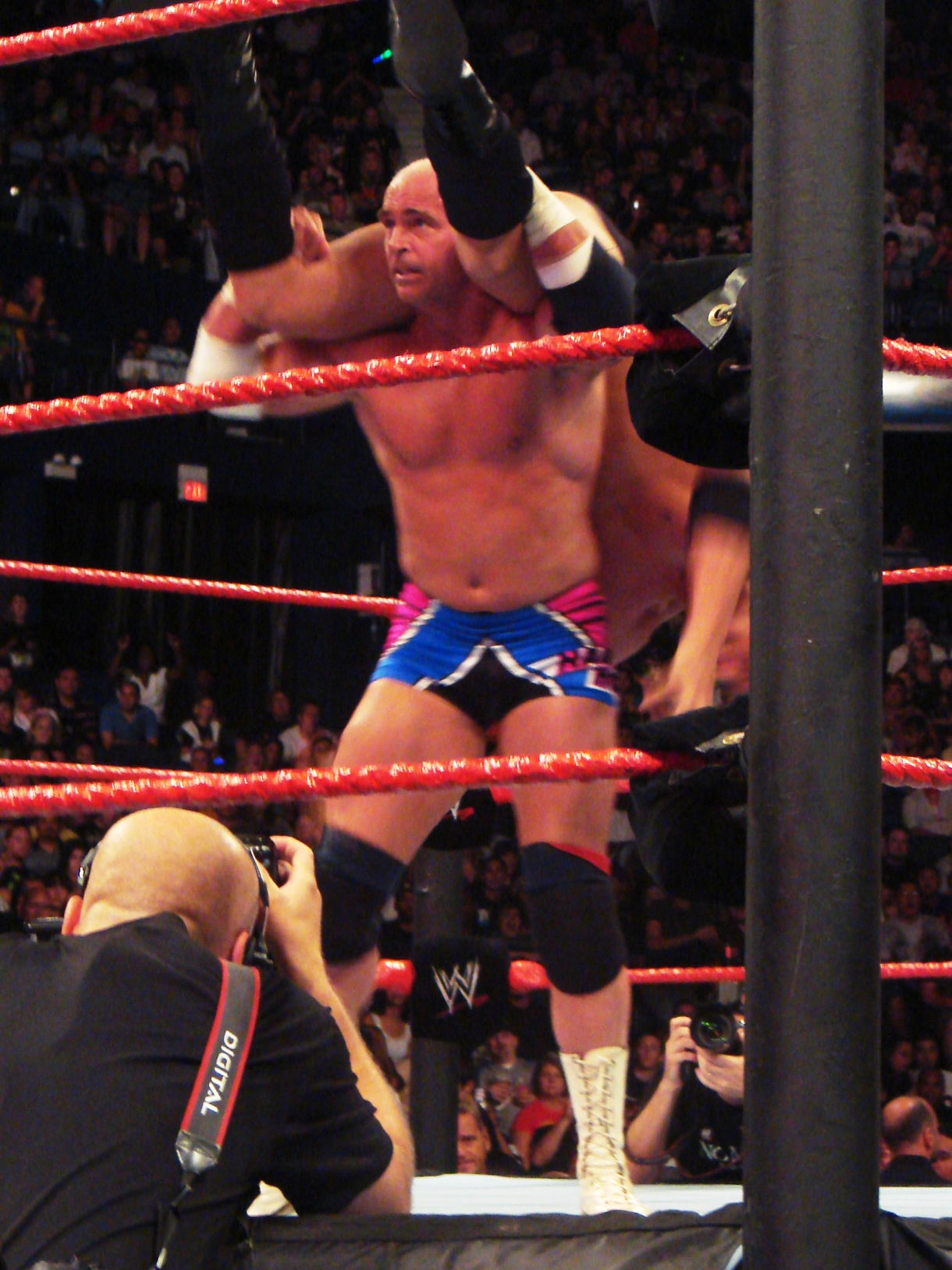
Holly aplica o Alabama Slam em Cody Rhodes

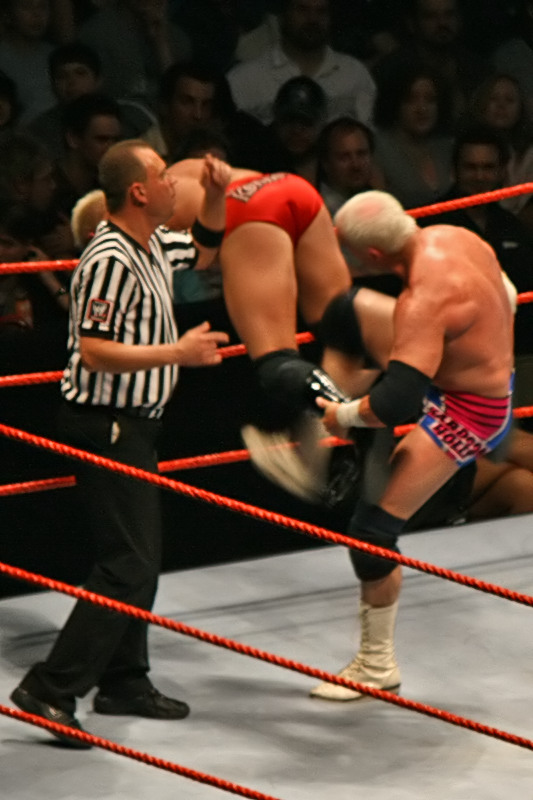
Holly aplica seu chute no dorso de Mr. Kennedy

  - Hollycaust (Sitout suplex slam)[3] – 1999–2002
- Movimentos secundários
  - Back elbow strike[3]
  - Cadeirada[3]
  - Diving leg drop[3]
  - Dropkick[3]
  - Jumping knee drop[3]
  - Chute no dorso de um oponente preso nas cordas[3]
- Managers
  - Jim Cornette[5]
- Alcunhas
  - "The Alabama Slamma" ("O Slammer do Alabama")[2]
  - "Hollywood"[3]
- Temas de entrada
  - "How Do You Like Me Now?"

## Títulos e prêmios
- NWA New York
  - NWA World Tag Team Championship (1 vez) - com Bodacious Bart
- Pro Wrestling Illustrated
  - PWI o colocou na #391ª posição dos 500 melhores lutadores individuais de 2003.
- World Wrestling Federation/Entertainment
  - NWA World Tag Team Championship (1 vez) – com Bodacious Bart[53]1
  - WWF/E World Tag Team Championship (3 vezes) - com 1-2-3 Kid (1), Crash Holly (1) e Cody Rhodes (1)
  - WWF/E Hardcore Championship (6 vezes)
- World Wrestling Organization
  - WWO Tag Team Championship (1 vez) - com Ron Starr
  - WWO United States Championship (1 vez)

1 ↑  Venceram os títulos em uma promoção-dupla entre a NWA e a WWF.